# 総合的な学習の時間
日本の総合的な学習の時間（そうごうてきながくしゅうのじかん）は、児童、生徒が自発的に横断的・総合的な課題学習を行う時間である。学習指導要領が適用される学校のすべて（小学校、中学校、高等学校、中等教育学校、特別支援学校）で2000年（平成12年）から段階的に始められた。
総合的な学習の時間とは、教育課程の時間種別を表す用語であり、各学校における総合的な学習の時間の名称は、各学校が独自に定めている。 
なお、高等学校で職業教育を主とする専門学科では、必履修の課題研究で総合的な学習の時間の履修と同様の成果が期待できる場合、課題研究の時間で総合的学習の時間の一部もしくは全部を代替できる。
この時間は、国際化や情報化をはじめとする社会の変化をふまえ、子供の自ら学び自ら考える力などの全人的な生きる力の育成をめざし、教科などの枠を越えた横断的・総合的な学習を行うために生まれ、ゆとり教育と密接な関連性を持っている。
特徴は、体験学習や問題解決学習の重視、学校・家庭・地域の連携を掲げていることである。内容は、国際理解、情報、環境、福祉・健康などが学習指導要領で例示されている。
一方でこの授業は基礎知識を軽視しているため、学力低下に繋がるとの批判もあり、現在は授業時数が削減されている。

## 総合的な学習の時間の目標
総合的な学習の時間の目標は、小学校の場合、学習指導要領に次の通り定められている。そのほかの校種においても概ねこれと同様の目標が掲げられている。以下、平成29年告示のものを引用し、例示する。
　探究的な見方・考え方を働かせ，横断的・総合的な学習を行うことを通して，よりよく課題を解決し，自己の生き方を考えていくための資質・能力を次のとおり育成することを目指す。
⑴　探究的な学習の過程において，課題の解決に必要な知識及び技能を身に付け，課題に関わる概念を形成し，探究的な学習のよさを理解するようにする。
⑵　実社会や実生活の中から問いを見いだし，自分で課題を立て，情報を集め，整理・分析して，まとめ・表現することができるようにする。
⑶　探究的な学習に主体的・協働的に取り組むとともに，互いのよさを生かしながら，積極的に社会に参画しようとする態度を養う。

## 学習内容の例

### 地域の産業の理解
生徒の祖母のほとんどが海女をしており、カキの養殖が盛んな地域にある鳥羽市立鏡浦中学校では、1999年（平成11年）からカキの養殖体験を始めたが、2001年（平成13年）から総合的な学習の時間（THE KAGAMIURAと称する）を利用するようになった。これにより漁業体験・干物やカキ料理作り・カキ販売など活動の幅が広がり、2010年（平成22年）には年間を通してさまざまな実習・調査活動を組み込んだ。同年からは地元の漁師が行っている生浦湾のアマモ場の保存・再生事業に、環境教育と絡めて積極的に関わり始めた。この活動には、学校の近くにある海の博物館との連携も重要な役割を果たしている。
2011年（平成23年）2月17日に、「アマモ場の再生を目指して－漁業者と参加中学生の交流」が海の博物館で開かれ、参加した。この会には、的矢湾で同じくアマモ場再生を行っている志摩市立的矢中学校や漁業関係者、三重大学生物資源学部の教授ら約120名が参加し、地域間・世代間を越えた交流が行われたほか、鏡浦中学校の生徒が調査結果を大人の前で発表した。

## アクティブ・ラーニング
2020年度から実施する予定である学習指導要領では、アクティブ・ラーニングという学習方法の取入れが検討されている。この教育方法は、「何ができるようになるか」という点に注目して教育する方法であり、従来の「何を教えるか」という教育方法とは異なる教育方法となっている。この教育方法は総合的な学習の時間に近い考えであるため、総合的な学習の時間を強化する形で導入される可能性が指摘されている。